# Mistrzostwa Korei Południowej w Skokach Narciarskich 2018
Mistrzostwa Korei Południowej w Skokach Narciarskich 2018 – zawody mające na celu wyłonić mistrza Korei Południowej, które rozegrano na kompleksie skoczni w Pjongczangu w sierpniu 2018. Zostały one podzielone na kategorie wiekowe.
Kategorię kobiet na skoczni normalnej wygrała Park Guy-lim, natomiast wśród mężczyzn mistrzostwo zdobył Choi Seou. Na drugim miejscu ze stratą czternastu punktów sklasyfikowany został Choi Heung-chul. W niższej kategorii wiekowej wśród mężczyzn na pierwszym miejscu sklasyfikowany został Cho Sung-woo, a podium uzupełnili Lee Ju-chan oraz Si Jeong-heon. Najniższą kategorię wiekową wygrał Hwang Seok-jae.
Na skoczni dużej w najstarszej kategorii wiekowej ponownie najlepszy okazał się być Choi Seou przed Choi Heung-chulem, uzyskując przewagę ponad trzydziestu punktów. W niższej kategorii wiekowej ponownie zwyciężył Cho Sung-woo przed Si Jeong-heonem i Lee Ju-chanem. Rywalizację w najniższej kategorii wiekowej ponownie wygrał Hwang Seok-jae.